# Az Európai Unió működéséről szóló szerződés
Az Európai Unió működéséről szóló szerződés (EUMSZ) az Európai Unióról szóló szerződéssel (EUSZ) együtt az Európai Unió alapszerződése.
Míg az EUSZ írja le az EU értékeit, intézményeit, a tagállamok egy része által kialakított megerősített együttműködést, a külső tevékenységeket, az EUMSZ tartalmazza a szakpolitikák alapjait:  belső piac; áruk szabad mozgása; mezőgazdaság és halászat; személyek, szolgáltatások és tőke szabad mozgása; a szabadságon, a biztonságon és a jog érvényesülésén alapuló térség; közlekedés; verseny, adózás és a jogszabályok közelítése; gazdaság- és monetáris politika; foglalkoztatás; szociálpolitika; oktatás; kultúra; egészségügy; fogyasztóvédelem, transzeurópai hálózatok; ipar; gazdasági, társadalmi és területi kohézió; kutatás; környezet; energia; idegenforgalom; polgári védelem.

## Fordítás
- Ez a szócikk részben vagy egészben  a   Treaty on the Functioning of the European Union című angol Wikipédia-szócikk fordításán alapul.  Az eredeti cikk szerkesztőit annak laptörténete sorolja fel. Ez a jelzés csupán a megfogalmazás eredetét és a szerzői jogokat jelzi, nem szolgál a cikkben szereplő információk forrásmegjelöléseként.